# Patty Mills
Patrick Mills, detto Patty (Canberra, 11 agosto 1988), è un cestista australiano, professionista nella NBA con i Los Angeles Clippers.

## Biografia
Nipote di Danny Morseu e cugino di Nathan Jawai, ha origini indigene. È cugino anche del rugbista Edrick Lee.

## Caratteristiche tecniche
Patty Mills è noto per i suoi tiri da tre, specialmente in catch-and-shoot, e per il suo impegno carismatico. Quest'ultimo in particolare verso i Boomers. Con la sua agilità si appresta bene ad effettuare il pick and roll e non si tira indietro nemmeno dalla difesa, benché limitatamente alle sue dimensioni.

## Carriera

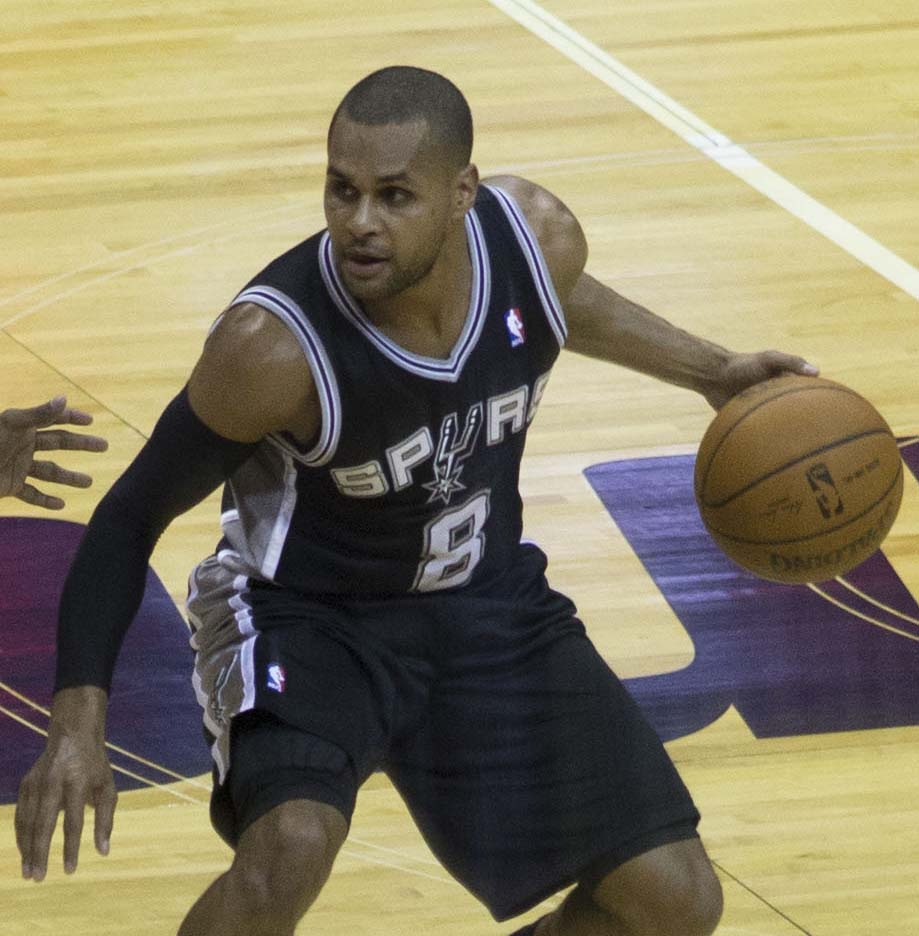
Patty Mills con la maglia dei San Antonio Spurs

Dopo aver giocato al Saint Mary's College in NCAA, si è dichiarato eleggibile per il Draft NBA 2009, in cui è stato scelto come cinquantacinquesimo assoluto dai Portland Trail Blazers. Nel suo anno da matricola ha giocato spesso in D-League per accumulare esperienza, ma dal secondo anno entra stabilmente nelle rotazioni dei Blazers. Nel 2011, a causa del lockout NBA dovuto al mancato accordo della lega con i contratti dei giocatori, la stagione parte in ritardo e Mills si accasa temporaneamente ai Melbourne Tigers nel campionato australiano, poi passa in Cina ai Xinjiang Flying Tigers. A marzo 2012 torna in NBA con i San Antonio Spurs. Nel 2013 raggiunge le Finali per la prima volta in carriera con gli Spurs, persa in 7 partite contro i Miami Heat. L'anno dopo San Antonio torna in finale e si prende la rivincita su Miami in 5 partite, permettendo a Mills di ottenere il suo primo e per ora unico titolo NBA.
Nell'estate 2021, dopo 9 anni in Texas, firma un biennale da 12 milioni di dollari con i Brooklyn Nets.

### Nazionale
Mills fa parte della Nazionale australiana di basket dal 2007. Ai Giochi Olimpici 2012 è il miglior realizzatore del torneo con 21,2 punti a partita. Il 24 agosto 2019 realizza in amichevole 30 punti (di cui 10 negli ultimi 3 minuti di gara), che consentono agli australiani di sconfiggere per 94-86 gli Stati Uniti. che da 13 anni non perdevano una partita.

## Statistiche
| † | Denota le stagioni in cui ha vinto il titolo |
| * | Primo nella lega                             |

### NCAA
| Anno      | Squadra            | PG | PT | MP   | TC%  | 3P%  | TL%  | RP  | AP  | PRP | SP  | PP   |
| --------- | ------------------ | -- | -- | ---- | ---- | ---- | ---- | --- | --- | --- | --- | ---- |
| 2007-2008 | Saint Mary's Gaels | 32 | 32 | 32,1 | 42,9 | 32,3 | 76,1 | 2,1 | 3,5 | 1,8 | 0,1 | 14,8 |
| 2008-2009 | Saint Mary's Gaels | 26 | 23 | 33,3 | 40,2 | 34,0 | 85,9 | 2,4 | 3,9 | 2,1 | 0,2 | 18,4 |
| Carriera  | Carriera           | 58 | 55 | 32,7 | 41,5 | 33,2 | 80,6 | 2,2 | 3,7 | 1,9 | 0,2 | 16,4 |

#### Massimi in carriera
- Massimo di punti: 37 vs Oregon (20 novembre 2007)[7]
- Massimo di rimbalzi: 7 vs Howard (28 dicembre 2007)
- Massimo di assist: 10 vs Davidson (23 marzo 2009)
- Massimo di palle rubate: 6 (2 volte)
- Massimo di stoppate: 2 vs Oregon (17 dicembre 2008)
- Massimo di minuti giocati: 45 vs San Diego (9 marzo 2008)

### NBA

#### Regular Season
| Anno       | Squadra             | PG  | PT  | MP   | TC%  | 3P%  | TL%  | RP  | AP  | PRP | SP  | PP   |
| ---------- | ------------------- | --- | --- | ---- | ---- | ---- | ---- | --- | --- | --- | --- | ---- |
| 2009-2010  | Portland T. Blazers | 10  | 0   | 3,8  | 41,7 | 50,0 | 57,1 | 0,2 | 0,5 | 0,0 | 0,0 | 2,6  |
| 2010-2011  | Portland T. Blazers | 64  | 0   | 12,2 | 41,2 | 35,3 | 76,6 | 0,8 | 1,7 | 0,4 | 0,0 | 5,5  |
| 2011-2012  | San Antonio Spurs   | 16  | 3   | 16,3 | 48,5 | 42,9 | 100  | 1,8 | 2,4 | 0,6 | 0,1 | 10,3 |
| 2012-2013  | San Antonio Spurs   | 58  | 2   | 11,3 | 46,9 | 40,0 | 84,2 | 0,9 | 1,1 | 0,4 | 0,1 | 5,1  |
| 2013-2014† | San Antonio Spurs   | 81  | 2   | 18,9 | 46,4 | 42,5 | 89,0 | 2,1 | 1,8 | 0,8 | 0,1 | 10,2 |
| 2014-2015  | San Antonio Spurs   | 51  | 0   | 15,7 | 38,1 | 34,1 | 82,5 | 1,5 | 1,7 | 0,5 | 0,0 | 6,9  |
| 2015-2016  | San Antonio Spurs   | 81  | 3   | 20,5 | 42,5 | 38,4 | 81,0 | 2,0 | 2,8 | 0,7 | 0,1 | 8,5  |
| 2016-2017  | San Antonio Spurs   | 80  | 8   | 21,9 | 44,0 | 41,4 | 82,5 | 1,8 | 3,5 | 0,8 | 0,0 | 9,5  |
| 2017-2018  | San Antonio Spurs   | 82  | 36  | 25,7 | 41,1 | 37,2 | 89,0 | 1,9 | 2,8 | 0,7 | 0,1 | 10,0 |
| 2018-2019  | San Antonio Spurs   | 82  | 1   | 23,3 | 42,5 | 39,4 | 85,4 | 2,2 | 3,0 | 0,6 | 0,1 | 9,9  |
| 2019-2020  | San Antonio Spurs   | 66  | 1   | 22,5 | 43,1 | 38,2 | 86,6 | 1,6 | 1,8 | 0,8 | 0,1 | 11,6 |
| 2020-2021  | San Antonio Spurs   | 68  | 1   | 24,8 | 41,2 | 37,5 | 91,0 | 1,7 | 2,4 | 0,6 | 0,0 | 10,8 |
| 2021-2022  | Brooklyn Nets       | 81  | 48  | 29,0 | 40,8 | 40,0 | 81,4 | 1,9 | 2,3 | 0,6 | 0,2 | 11,4 |
| 2022-2023  | Brooklyn Nets       | 40  | 2   | 14,2 | 41,1 | 36,6 | 83,3 | 1,1 | 1,4 | 0,4 | 0,1 | 6,2  |
| 2023-2024  | Atlanta Hawks       | 19  | 0   | 10,6 | 37,3 | 38,2 | -    | 1,1 | 0,7 | 0,5 | 0,1 | 2,7  |
| 2023-2024  | Miami Heat          | 13  | 5   | 16,4 | 33,8 | 20,8 | 100  | 1,2 | 1,5 | 0,8 | 0,0 | 5,8  |
| 2024-2025  | Utah Jazz           | 17  | 0   | 15,3 | 34,2 | 29,8 | 100  | 1,2 | 1,2 | 0,7 | 0,2 | 4,4  |
| 2024-2025  | L.A. Clippers       | 12  | 0   | 5,1  | 50,0 | 50,0 | 88,9 | 0,1 | 0,4 | 0,1 | 0,0 | 3,1  |
| Carriera   | Carriera            | 921 | 112 | 19,9 | 42,3 | 38,5 | 85,7 | 1,6 | 2,2 | 0,6 | 0,1 | 8,7  |

#### Play-off
| Anno     | Squadra             | PG | PT | MP   | TC%  | 3P%  | TL%  | RP  | AP  | PRP | SP  | PP   |
| -------- | ------------------- | -- | -- | ---- | ---- | ---- | ---- | --- | --- | --- | --- | ---- |
| 2010     | Portland T. Blazers | 3  | 0  | 4,0  | 50,0 | 100  | 100  | 0,0 | 1,0 | 0,0 | 0,0 | 2,0  |
| 2011     | Portland T. Blazers | 2  | 0  | 2,5  | 0,0  | 0,0  | -    | 0,5 | 0,0 | 0,0 | 0,0 | 0,0  |
| 2012     | San Antonio Spurs   | 8  | 0  | 3,9  | 54,5 | 60,0 | -    | 0,4 | 0,6 | 0,1 | 0,0 | 1,9  |
| 2013     | San Antonio Spurs   | 9  | 0  | 3,4  | 50,0 | 28,6 | -    | 0,3 | 0,2 | 0,0 | 0,0 | 1,3  |
| 2014†    | San Antonio Spurs   | 23 | 0  | 15,3 | 44,7 | 40,5 | 76,9 | 1,5 | 1,4 | 0,7 | 0,0 | 7,3  |
| 2015     | San Antonio Spurs   | 7  | 0  | 16,0 | 50,0 | 57,1 | 100* | 2,7 | 1,1 | 0,3 | 0,0 | 10,1 |
| 2016     | San Antonio Spurs   | 10 | 0  | 16,7 | 43,4 | 36,1 | 63,6 | 1,4 | 2,0 | 0,7 | 0,0 | 6,6  |
| 2017     | San Antonio Spurs   | 16 | 6  | 26,0 | 40,7 | 36,0 | 86,4 | 2,1 | 2,7 | 0,8 | 0,1 | 10,3 |
| 2018     | San Antonio Spurs   | 5  | 5  | 33,0 | 43,9 | 37,1 | 80,0 | 2,0 | 2,6 | 0,6 | 0,2 | 13,4 |
| 2019     | San Antonio Spurs   | 7  | 0  | 21,7 | 32,6 | 13,6 | 60,0 | 2,1 | 3,6 | 1,0 | 0,1 | 5,3  |
| 2022     | Brooklyn Nets       | 4  | 0  | 18,0 | 56,3 | 53,8 | -    | 1,0 | 0,0 | 0,0 | 0,3 | 6,3  |
| 2023     | Brooklyn Nets       | 1  | 0  | 5,0  | 0,0  | 0,0  | -    | 0,0 | 0,0 | 0,0 | 0,0 | 0,0  |
| 2024     | Miami Heat          | 3  | 0  | 17,3 | 35,3 | 27,3 | 75,0 | 0,3 | 1,0 | 0,3 | 0,0 | 6,0  |
| 2025     | L.A. Clippers       | 1  | 0  | 4,0  | 50,0 | 100  | -    | 0,0 | 0,0 | 0,0 | 0,0 | 3,0  |
| Carriera | Carriera            | 99 | 11 | 15,9 | 43,0 | 38,2 | 79,7 | 1,4 | 1,6 | 0,5 | 0,1 | 6,6  |

#### Massimi in carriera
- Massimo di punti: 34 (2 volte)[8]
- Massimo di rimbalzi: 10 vs Miami Heat (6 marzo 2014)
- Massimo di assist: 12 vs Golden State Warriors (26 aprile 2012)
- Massimo di palle rubate: 5 vs Houston Rockets (2 gennaio 2011)
- Massimo di stoppate: 2 (5 volte)
- Massimo di minuti giocati: 43 (2 volte)

### G League
| Anno      | Squadra        | PG | PT | MP   | TC%  | 3P%  | TL%  | RP  | AP  | PRP | SP  | PP   |
| --------- | -------------- | -- | -- | ---- | ---- | ---- | ---- | --- | --- | --- | --- | ---- |
| 2009-2010 | Idaho Stampede | 5  | 2  | 35,2 | 43,8 | 50,0 | 85,2 | 1,8 | 5,4 | 1,6 | 0,0 | 25,6 |
| Carriera  | Carriera       | 5  | 2  | 35,2 | 43,8 | 50,0 | 85,2 | 1,8 | 5,4 | 1,6 | 0,0 | 25,6 |

## Palmarès

### Squadra
- Campionato NBA: 1

San Antonio Spurs: 2014
- Olimpiadi
 Tokyo 2020

### Individuale
- FIBA Men's Olympics All-Star Five Tokyo 2020